# Pulvermühle (Aalen)
Die Pulvermühle liegt in Unterkochen, einem Stadtbezirk von Aalen in Baden-Württemberg.

## Lage und Verkehrsanbindung
Pulvermühle liegt östlich des Ortskern von Unterkochen und westlich von Waldhausen. Der Ort liegt tief im Tal des Weißen Kochers nahe dessen Quelle. Nur eine kleine Straße führt nach Unterkochen.

## Geschichte
Die Pulvermühle, die namensgebend für diesen Ort ist, wurde im 18. Jahrhundert erbaut. Von 1800 bis 1852 gab es sieben schwere Unfälle bzw. Explosionen mit mehreren Toten (1800, 1816, 1817, 1828, 1837, 1839 und 1852). Nach zwei weiteren Unfällen in den Jahren 1864 und 1868 wurde die Fabrik stillgelegt.
Heute besitzt die Pulvermühle drei Hausnummern. Mehr als die Hälfte der überbauten Fläche dient gewerblichen Zwecken. Die Pulver-Buche steht 250 m Entfernt Richtung Kocherursprung.

## Galerie

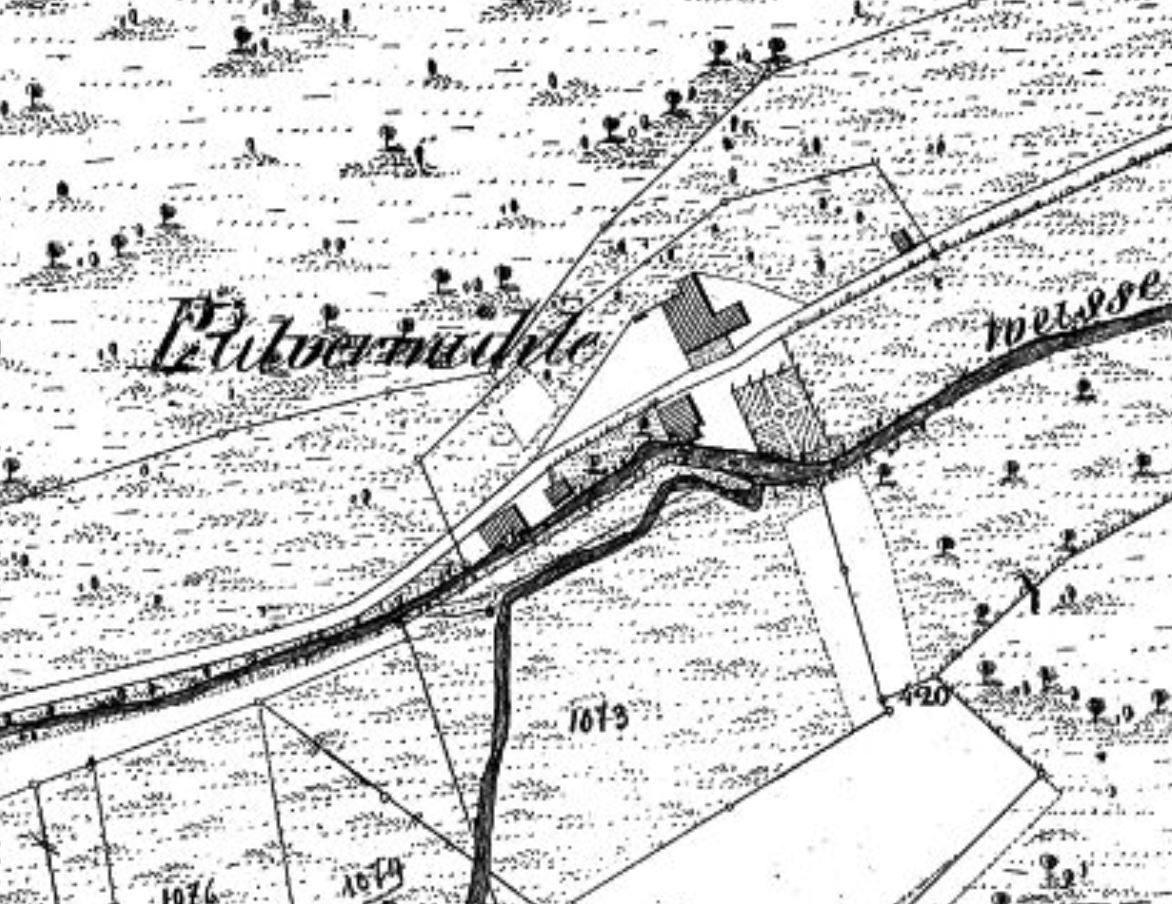
Pulvermühle 1830
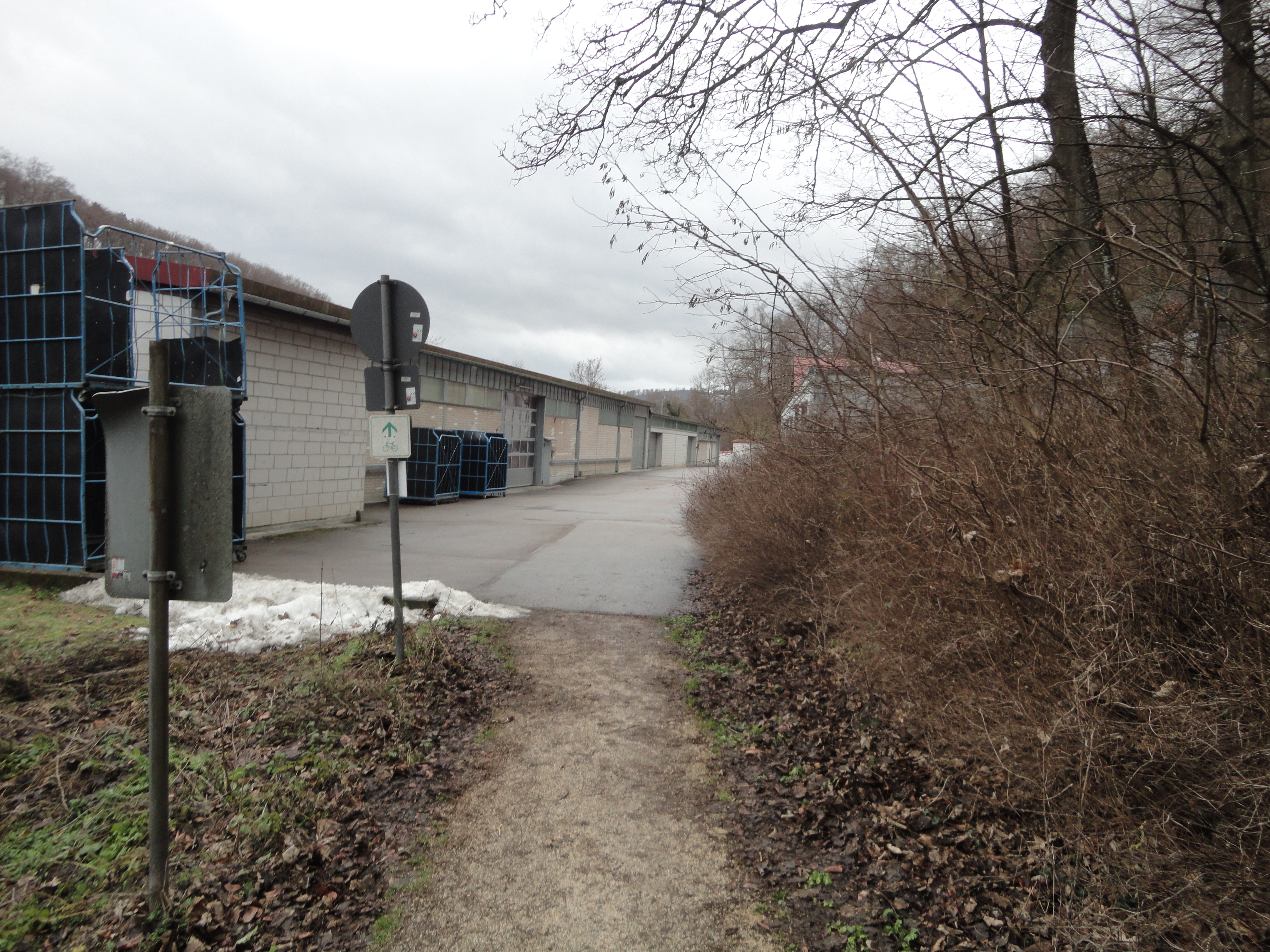
Pulvermühle von Osten
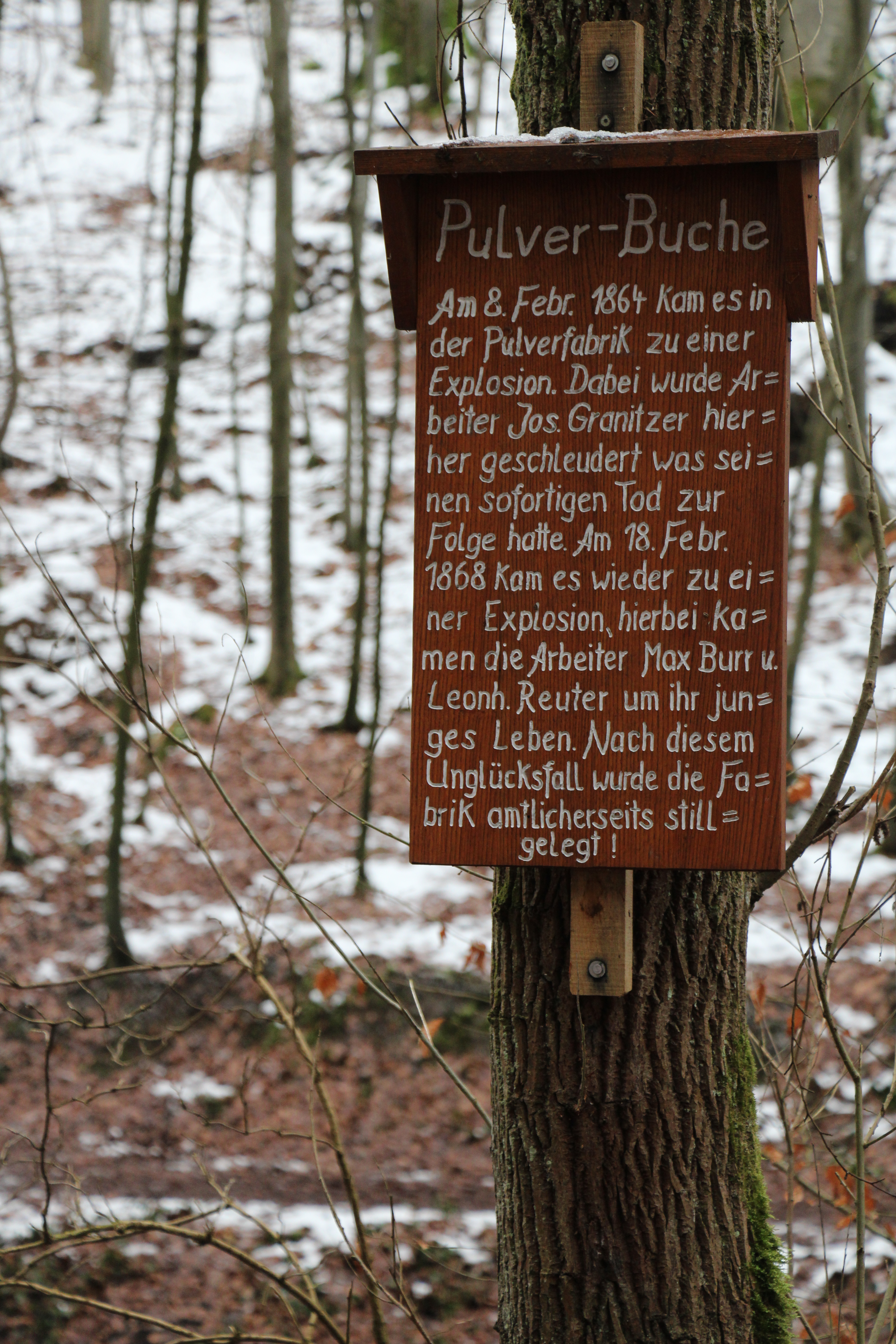
Pulver-Buche